# Владимирська Ганна Овсіївна
Ганна Овсіївна Владимирська (нар. 13 березня 1951, Київ, Українська РСР) — українська письменниця, мистецтвознавиця, журналістка, викладачка, професорка, бізнес-тренерка.
Народилася 13 березня 1951 року у місті Києві. Як пише сама письменниця: «Я живу у Києві. Мої батьки тут мешкали. І дідусь із бабусею теж».
Закінчила Уральський державний університет ім. А. М. Горького 1974 року. Здобула художню (як художник) та мистецтвознавчу освіту.
Є автором понад 50 книг з мистецтва, педагогіки, психології, художньої літератури, написала понад 200 статей та есе про мистецтво. Розробляє та викладає свої власні програми з мистецтва, психології та арт-терапії. Є переможницею у номінації «Кращі мас-медіа про найкращі бренди» літературного конкурсу «Золоте перо України» у 2001 році.
Книгу «Мистецтво для простих смертних або путівник для нормальних людей» визнано найяскравішим комерційним проектом 2006 року.
З 2012 року у співпраці з Музеєм історії міста Києва, започатковані проекти-бесіди: «Музейна педагогіка», «Вкрадене мистецтво, або переоблік культури», «Генії та їх послідовники» та ін.
У 2013 році Г. О. Владимирська, як публікував журнал «Фокус», увійшла до ТОП-10 найпопулярніших письменників України (за версією Книжкової палати України).
У 2016 році розпочала культурний проєкт "Мистецтво розуміти мистецтво" на платформі YouTube, відео якого вже переглянули понад 1 млн разів.
На початку 2017 року було опубліковано перше видання книги Ганни Владимирської «Мистецтво розуміти мистецтво», яка, незабаром, стала бестселером. 
У 2018 році цю книгу було перекладено українською мовою — «Мистецтво розуміти мистецтво» та закуплено Українським інститутом книги для поширення по всіх бібліотеках України. Книга «Мистецтво розуміти мистецтво», зацікавила видавців Європи, на міжнародній книжковій виставці у Франкфурті, тому видавництво готувало її переклад на декілька європейських мов.
У 2022 році книга Г.О. Владимирської, про Свято-Михайлівський храм у Житомирі, «Мандрівка садами Раю» отримала головну премію імені Сергія Якутовича, Спілки художників України.
У 2024 році вийшла нова книга авторки "Ніч у музеї", у якій розповідається про український живопис, скульптуру й графіку для дітей. 

## Творчість
Книги
- Як стати успішною в світі чоловіків (2006)
- Інтер'єр для убийців (2009) (з чоловіком)
- Ковток страху (2011) (з чоловіком)
- Смак убивства (2011) (з чоловіком)
- Хлопчик, якого подарували цуцику (2011) (з чоловіком)
- Шоу на крові (2012) (з чоловіком)
- Брудні гроші (2012) (з чоловіком)
- Капкан на демона (2013) (з чоловіком)
- Гра на виживання (2014)
- Скелет у шафі (2014)
- Василинка – руда дівчинка (2016)
- Мистецтво розуміти мистецтво (2017)
- Камасутра живопису (2018)
- Путівник по бізнесу. Посібник для школярів (2018)
- Художники щастя. Французький імпресіонізм (2019)
- Чому собаки не бувають у музеях (2022)
- Мандрівка садами Раю (2022)
- Ніч у музеї (2024)

## Нагороди та номінації
2001 р. — перемога у конкурсі «Кращі мас-медіа про найкращі бренди» у номінації «Золоте перо України».
2006 р. — визнання книги «Мистецтво для простих смертних або Путівник для нормальних людей» кращим комерційним проектом.
2013 р. — її книги увійшли до ТОП-10 найпопулярніших книг України (за версією журналу «Фокус»).
2022 р. — книга "Мандрівка садами Раю" отримала премію імені Сергія Якутовича, Спілки художників України.